# Нижанківський Омелян Петрович
Омелян Петрович Нижанківський (20 серпня 1895, Рогатин — 18 липня 1973, Берн) — український органіст і композитор.

## Біографія
Народився 1895 р. у Рогатині в сім'ї священика УГКЦ о. Петра Нижанківського. Навчався у Музичній Академії Відня. Професор філії Лондонської консерваторії у Каїрі (Єгипет). З 1928 р. — професор класів фортепіано та органа у Берні (Швейцарія).
Твори: солоспіви, три Служби Божі для мішаного хору та органу (латинською мовою). Відомий також за музикою Маршу українських націоналістів (на вірші Олеся Бабія) — гімну Організації українських націоналістів.
Уперше новий Марш української армії було представлено 13 березня 2017 року в Києво-Могилянські Академії, напередодні Дня українського добровольця. «Зродились ми великої години» виконали Олег Скрипка та Ансамбль пісні й танцю ЗСУ. Слова Маршу - це видозмінений текст Гімну українських націоналістів (Зродились ми великої години...) Олеся Бабія і Омеляна Нижанківського. 24 серпня 2018 року адаптований до сучасних українських умов варіант пісні став маршем українського війська на параді до дня Незалежності України. Також тут вперше було офіційно використано вітання «Слава Україні!» — «Героям Слава!»[4][5].